# 瀚江

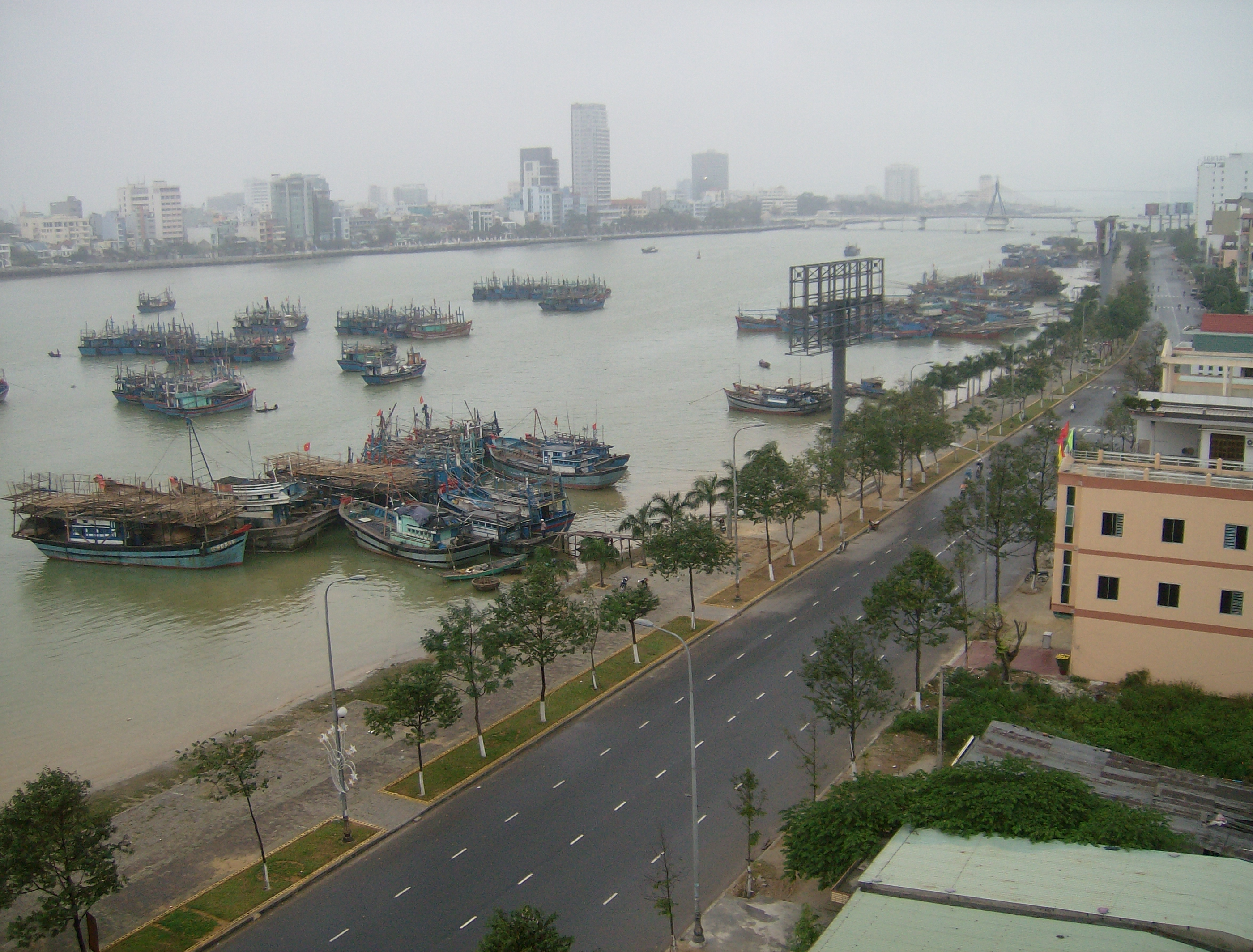
流經峴港市內的瀚江

瀚江（越南语：／）是一條位於越南中南部的河流。其發源於廣南省並在峴港市流入南中國海。其出海口為越南中部要港峴港港，該港在越戰時期亦為美國海軍重要戰略位置。